# Bryaninops isis
Bryaninops isis és una espècie de peix de la família dels gòbids i de l'ordre dels perciformes.

## Morfologia
Els mascles poden assolir els 1,5 cm de longitud total.

## Distribució geogràfica
Es troba a les Illes Ryukyu i a la Gran Barrera de Corall.